# Ahmad Abd al-Munim
Ahmad Abd al-Munim zwany też Kuszari, Ahmed Abdel Monem Koushary arab. أحمد عبدالمنعم كشري, (ur. 8 stycznia 1973 w Kairze, Egipt) – egipski piłkarz, grający na pozycji napastnika, trener piłkarski.

## Kariera piłkarska

### Kariera klubowa
Wychowanek Asz-Szarkijja lil-Duchan, w barwach którego w 1993 rozpoczął karierę piłkarską. W 1995 przeszedł do Al-Ahly Kair. na Al-Gharafa. W sezonie 1999/2000 występował w szwajcarskim Neuchâtel Xamax. Od 2000 do 2002 bronił barw Al-Masry Port Said. W 2003 zakończył karierę piłkarską w Goldi Maaden.

### Kariera reprezentacyjna
W 1995 debiutował w narodowej reprezentacji Egiptu. Łącznie rozegrał 4 mecze i strzelił jednego gola.

## Kariera trenerska
Od 2008 do 2010 stał na czele reprezentacji Dżibuti. Na początku 2011 prowadził egipski Itehad Nabaroh.

## Sukcesy i odznaczenia

### Sukcesy klubowe
- mistrz Egiptu: 1995, 1996, 1997, 1998, 1999
- zdobywca Pucharu Egiptu: 1996